# 4649 Sumoto
4649 Sumoto este un asteroid din centura principală, descoperit pe 20 decembrie 1936 de Margueritte Laugier.